# The Sons of Odin
The Sons Of Odin è un EP dei Manowar, ed è distribuito in due edizioni: una limitata digipack con bonus DVD contenente il documentario della convention tenuta dal gruppo nel 2006, ed una normale.

## Il disco
L'EP è un anticipo dell'album annunciato per il 2007, e contiene 5 canzoni, due delle quali già contenute nel singolo del 2005 King of Kings - The Ascension presenti in versione live.
La vera sorpresa sono le restanti tre canzoni, ovvero i tre inediti prossimi ad essere pubblicati nel prossimo album: i Manowar hanno dichiarato che le versioni contenute nell'EP trattato saranno comunque differenti da quelle contenute in Gods of War.
Le tre canzoni in questione sono Odin, Gods of War e The Sons of Odin: la prima è un pezzo strumentale fatto di archi e timpani che riporta alle atmosfere di guerra medievali a cui ormai i fan del gruppo sono abituati; la seconda è un inno agli Dei della guerra (argomento che approfondiranno nel prossimo album). La cadenza della canzone effettivamente, è una vera e propria marcia di battaglia seguita da archi e chitarre, la quale secondo molti fan diventerà un classico; infine troviamo la traccia che dà il titolo all'EP: The Sons of Odin è una traccia costituita da parecchi elementi differenti tra loro e narra come le altre due le memorie di Odino.

## Tracce CD
1. The ascension - 02:48
2. King Of Kings - 04:24
3. Odin - 03:44
4. Gods Of War - 06:52
5. The Sons Of Odin - 06:26

### Tracce Bonus DVD
1. Fan Convention Documentary
2. Heart Of Steel
3. Earthshaker Fest 2006-Trailer
4. Slideshow
5. Le canzoni dell'album in 5.1 surround